# Wanna One
Wanna One је јужнокорејски бенд.

## Дискографија
- 1X1=1 (To Be One) (2017)